# Alcides Rossi
Alcides Rossi (Bernal, Buenos Aires; 1 de enero de 1927) es un contrabajista argentino, reconocido por su participación en orquestas emblemáticas de tango.

## Vida
Alcides Rossi nació en una familia de músicos: su padre fue el destacado contrabajista Aniceto Rossi, y recibió sus primeras lecciones de contrabajo de él, además de otros miembros de su familia.

### Carrera profesional
Debutó profesionalmente en la orquesta de Cristóbal Herreros y luego integró formaciones dirigidas por Alfredo Gobbi, Florindo Sassone, José Basso y Alberto Morán (con dirección musical de Armando Cupo). También acompañó a Nelly Omar en actuaciones en Radio El Mundo.
Posteriormente fue convocado por Aníbal Troilo para reemplazar al contrabajista Enrique "Kicho" Díaz. En esta etapa formó parte del trío Los Modernos, junto a Osvaldo Berlingieri y Alberto García, grabando con el cantante Roberto "Polaco" Goyeneche.

### Orquesta de Osvaldo Pugliese
En 1960, tras la jubilación de su padre, Alcides fue llamado por Osvaldo Pugliese para sumarse a su orquesta. Su debut se dio en la ciudad de Rosario. Contribuyó a un estilo distintivo dentro de la formación, caracterizado por una marcación estricta, golpes de arco contra el cuerpo del contrabajo y pasajes solistas. Grabó tangos como Canaro en París (1965), La mariposa (1966) y Bandoneón arrabalero.

### Sexteto Tango
En marzo de 1968, junto a Osvaldo Ruggiero, Julián Plaza, Víctor Lavallén, Oscar Herrero, Emilio Balcarce y el cantante Jorge Maciel, fundó el Sexteto Tango. El grupo se propuso continuar el estilo de Pugliese en un formato reducido. Realizaron giras internacionales, grabaron varios LP para RCA Victor y su actividad finalizó con el fallecimiento de varios integrantes.

## Actividad posterior
Durante la década de 1990 fue invitado por Luis Stazo y José Libertella para una gira europea con el Sexteto Mayor. También participó en proyectos dirigidos por Julián Plaza y Víctor Lavallén, e integró la Orquesta Escuela de Tango como docente invitado.
En 2007, The Argentine Tango Society estrenó un documental titulado Alcides y Aniceto. Los Rossi, un siglo de Tango, dedicado a la vida de Alcides Rossi y su padre.